# KNDS Deutschland
KNDS Deutschland GmbH & Co. KG (до березня 2024 р Krauss-Maffei Wegmann GmbH & Co KG)—  німецька машинобудівна компанія, основним напрямком діяльності якої є виробництво військової техніки й броньованих автомобілів. Також компанія випускає обладнання для лиття виробів з полімерів — термопластавтомати. Компанія веде постачання як на внутрішній німецький ринок, так і для міжнародних партнерів у більш ніж 30 країнах світу. Головний офіс знаходиться в містах Мюнхен і Кассель.

## Історія
Німецький концерн Krauss-Maffei-Wegmann (KMW)  виник внаслідок злиття трьох фірм, первинні назви яких складають сьогоднішнє найменування компанії.
Перша фірма, Maffei, була створена Юзефом Антоном Ріттер фон Маффай ще в 1836 році й спочатку нічого спільного з озброєнням не мала. Фірма спеціалізувалася на виробництві  залізничних локомотивів і була першою такою фабрикою в Баварії (базувалася в Мюнхені).
У 1866 році в Мюнхені почесним доктором технічних наук Георгом фон Крауссом була заснована у формі обмеженого товариства компанія Krauss & Comp, що виробляла локомотиви. До 1882 року компанія поставила свій тисячний локомотив для  швейцарського тунелю в Сен-Готард.
1925 року компанії J.A. Maffei, Siemens-Schuckertwerke GmbH та AEG об'єдналися в консорціум для спорудження серії з 35 електричних локомотивів.
У 1931 році відбулося злиття компаній J. A. Maffei AG і Krauss & Comp, яка на той час уже була доволі відомим виробником озброєнь. Нова компанія отримала назву Krauss & Comp.-J. A. Maffei AG. Протягом 30 років XX століття Krauss-Maffei AG активно розробляла різне озброєння, переважно бронемашини зі змішаним ходом (колісні та гусеничні). Загалом на її заводах було створено понад 6000 таких машин. Під час Другої світової війни Krauss-Maffei AG стала основним постачальником бронемашин, тягачів, танків та іншої бронетехніки для військ Вермахту.
У 1990 році  Krauss-Maffei AG була придбана німецьким концерном Mannesmann AG. Активи компанії були об'єднані разом з активами компанії Demag у компанію Demag Krauss-Maffei AG.
Третя фірма, Wegmann & Co, була створена в місті Кассель 1882 року й спеціалізувалася на виробництві різної колісної техніки, а пізніше й на танках. Її злиття з Krauss-Maffei AG відбулося в 1999 році.
У січні 2025 року стало відомо, що KNDS Deutschland створило в Україні спільне підприємство, яке спеціалізуватиметься на обслуговуванні й ремонті важкої військової техніки, поставленої до Сил оборони України в ході російсько-української війни.

## Акціонери компанії
Співвласниками компанії є:
- Сімейство Боде, членам якого через компанії Wegmann & Co. GmbH і Wegmann & Co. Unternehmens-Holding KG загалом належить контроль над 51% акцій;
- Німецький промисловий концерн Siemens AG, який володіє 49% акцій компанії, що отримав їх вніслідок купівлі активів Mannesmann AG.

## Найбільш відома продукція компанії
Найбільш відома продукція компанії:
- 1965 рік - Leopard 1
- 1973 рік - Gepard
- 1979 рік - Leopard 2

- 1998 рік - PzH 2000
- 2001 рік - Fennek
- 2003 рік - Dingo ATF

- 2005 рік - Mungo ESK
- 2006 рік - GTK Boxer
- 2007 рік - Puma

- 2007 рік - Grizzly
- 2010 рік - DONAR
- 2011 рік - AMPV